# Simeria Veche, Hunedoara
Simeria Veche (în maghiară Ópiski) este un sat ce aparține orașului Simeria din județul Hunedoara, Transilvania, România.

## Așezare
Localitatea Simeria Veche este situată pe malul drept al Streiului, la aproximativ 1 km de vărsarea acestuia în râul Mureș.

## Istoric
Este una din primele zece localități atestate documentar în județul Hunedoara, fiind menționată în anul 1276 sub denumirea de „Piski” sau „Pispeki” (Geografia istorică a Ungariei în epoca Huniazilor, volumul V, Budapesta, 1890–1913).
Legenda spune că în Simeria Veche exista pe vremuri o mânăstire de călugărițe cu numele de „Szent Mária”, de unde toponimul localității s-ar fi transformat în „Simeria”. (Istoria românilor din Ardeal și Ungaria, Nicolae Iorga, București, 1915).
Denumirea de Simeria Veche a intrat în uz din anul 1900, an în care Ministerul Afacerilor Interne din Ungaria dispunea, pentru a nu se face confuzie de nume, ca noua așezare înființată în jurul nodului de cale ferată (inaugurat în 1866) să se numească „Simeria”.
În timpul Răscoalei lui Horea, Cloșca și Crișan răsculații conduși de Horea, Cloșca și Crișan au incendiat cârciumile aflate lângă podul de la Strei (1784). 
La 8–9 februarie 1849 Simeria Veche era teatrul luptelor dintre generalii Józef Bem și Anton Freiherr von Puchner, la bătălia de la podul peste Strei participând peste 11.000 de combatanți, bătălia încheindu-se cu victoria maghiarilor. Bătălia reprezintă un punct de cotitură în cursul luptelor dintre austrieci și maghiari, și porni evenimentele, în urma cărora forțele austriece erau alungate din Transilvania, până la sfârșitul lui martie 1849, de către forțele maghiare.
La mijlocul sec. XIX, mai sus de podul peste Strei, funcționa o instalație de dragat și spălat nisipul aurifer din albia râului.
La balastiera de pe râul Strei, situată la aproximativ 0,5 km de sat s-au descoperit două spade medievale și un topor de factură avară din sec. VII–VIII, piese aflate în posesia Muzeului Județean din Deva (Repertoriul arheologic al județului Hunedoara, Sabin Adrian Luca, editura Altip, Alba Iulia, 2005).